# Bridie O'Donnell
Bridie O'Donnell (Nova Gal·les del Sud, 29 d'abril de 1974) és una ciclista australiana especialista en la contrarellotge.
El 22 de gener de 2016 va batre el rècord de l'hora amb una distància de 46,882 km. Un mes després aquesta marca va ser superada per l'estatunidenca Evelyn Stevens.

## Palmarès
- 2007
  -  Campiona d'Oceania en contrarellotge
- 2008
  -  Campiona d'Austràlia en contrarellotge
  - 1a al Camberra Tour i vencedor d'una etapa
- 2009
  -  Campiona d'Oceania en ruta
  -  Campiona d'Oceania en contrarellotge
  - 1a al Tour of Chongming Island - contrarellotge
- 2011
  - Vencedora d'una etapa al Tour de Bright